# Pawieł Tietiuchin
Pawieł Siergiejewicz Tietiuchin (ros. Павел Сергеевич Тетюхин; ur. 22 października 2000 w Biełgorodzie) – rosyjski siatkarz, grający na pozycji przyjmującego. 
Jego ojciec Siergiej Tietiuchin, również był siatkarzem. Jest wielokrotnym reprezentantem Rosji.
Dnia 26 marca 2017 roku zagrał mecz ze swoim ojcem z drużyną Biełogorje Biełgorod przeciwko klubowi Zenit Kazań.

## Sukcesy klubowe
Puchar Challenge:
- 2019

## Sukcesy reprezentacyjne
Olimpijski festiwal młodzieży Europy:
- 2017

Mistrzostwa Świata Kadetów:
- 2017[2]

## Nagrody indywidualne
- 2017: Najlepszy przyjmujący Mistrzostwa Świata Kadetów